# 메리에겐 뭔가 특별한 것이 있다
《메리에겐 뭔가 특별한 것이 있다》(영어: There's Something About Mary)는 1998년 공개된 미국의 코미디 영화이다. 벤 스틸러, 캐머런 디애즈, 맷 딜런, 리 에번스, 크리스 엘리엇 등이 출연했다.

## 한국어 더빙 성우진(MBC)
- 박지훈 - 테드(벤 스틸러)
- 박선영 - 메리(카메론 디아즈)
- 송준석 - 힐리(맷 딜런)
- 김호성 - 터커(리 에반스)
- 전임복 - 마그다(린 사예)
- 기경옥 - 메리의 엄마(마키 포스트)
- 김명수 - 메리의 아빠(키스 데이비드) / 수사관(롭 모란)
- 안장혁 - 워런(W. 얼 브라운)
- 채의진 - 돔의 아내(힐러리 매튜스) / 브렌다(세라 실버먼)
- 이성 - 수사관(리처드 타이슨)
- 변종필 - 힐리의 친구(제프리 탬버)
- 고성일 - 테드의 친구(윌리 가슨)
- 김서영 - 리사(마니 알렉센버그) / 래시(신디 올리버)
- 김지영 - 조니(칸디 알렉산더)
- 이상훈 - 브렛(브렛 파브르) / 정신과 의사(리처드 젱킨스)
- 최한 - 돔(크리스 엘리엇)
- 표영재 - 학생(제임스 가이에로)